# Dodici (fumetto)
Dodici è un fumetto di Zerocalcare pubblicato nel 2013 da BAO Publishing . Le vicende narrate si svolgono nell'arco di dodici ore, da cui il titolo, inteso come esplicito omaggio alla serie televisiva 24.

## Trama
(Zerocalcare, Dodici)
Da tre mesi gli zombie hanno invaso il quartiere romano di Rebibbia e Zerocalcare si è barricato a casa con gli amici Cinghiale, Secco e Katja. Hanno trascorso il tempo mangiando merendine e giocando con la PlayStation. Avrebbero continuato così a lungo se non avessero ricevuto la visita di "Er Paturnia", il bullo di quartiere che in uno sprizzo di altruismo gli propone la fuga in autobus insieme a tutti gli altri sopravvissuti di Rebibbia.
Nelle ore precedenti la fuga, i flashback, evidenziati nella narrazione con tavole a colori, differentemente del bianco e nero usato dal fumettista per le altre tavole, ci mettono al corrente delle vicende personali dei protagonisti prima dell'invasione. Si chiariscono i motivi che hanno spinto la giovane Katja, residente a Roma nord, a recarsi a Rebibbia, ragioni che non è intenzionata a rivelare agli amici, e l'ossessione di Secco per un particolare tipo di merendine. Tornando da un'esplorazione nel quartiere alla ricerca degli approvvigionamenti necessari per il viaggio, Secco, Katja e il Cinghiale trovano Zerocalcare privo di coscienza riverso sul pavimento della cucina in un lago di sangue. I ragazzi pensano che Er Paturnia sia il colpevole dell'aggressione, motivata dagli istinti violenti dell'uomo, e decidono di recuperare un'auto ancora funzionante per la fuga. Secco e Katja provvedono al mezzo di trasporto ma Cinghiale sparisce nel frattempo. La fuga riesce e nonostante gli zombi i due riescono a mettere in salvo anche Zerocalcare, in coma.
Durante il viaggio gli amici incrociano l'autobus guidato da Er Paturnia pieno dei sopravvissuti ma in panne e assediato dagli zombie. I ragazzi ignorano le richieste di aiuto e proseguono la fuga, credendo, a torto che l'uomo sia colpevole dell'aggressione a Zerocalcare e della sparizione di Cinghiale. Le ultime tavole del libro chiariscono il mistero; Er Paturnia è estraneo alle vicende e i ragazzi hanno negato a lui e ai sopravvissuti l'aiuto richiesto per un immotivato spirito di vendetta.

## Ambientazione
Il fumetto, originariamente pensato come una storia di fantasia tout court, in corso d'opera si è ampliata fino a comprendere parti autobiografiche inserite all'interno della narrazione fantastica. La storia di zombie è ambientata a Rebibbia, quartiere popolare di Roma dove Zerocalcare vive da tempo e che ama profondamente.

## Personaggi
SeccoAmico di Zerocalcare. Da tre mesi barricato nell'appartamento dell'amico assediato dagli zombie.
ZerocalcareIl suo personaggio si identifica con l'autore stesso. Il piano originario avrebbe consentito a lui e ai suoi amici di fuggire dagli Zombie ma fallisce quando viene misteriosamente ritrovato riverso nel suo appartamento gravemente ferito.
Il CinghialeAmico di Secco e di Zerocalcare, con una patologica fissazione per il sesso. Sparisce misteriosamente poche ore prima della prevista fuga dal quartiere assediato dagli Zombie.
KatjaAmica di lunga data di Zerocalcare, residente a Roma nord, si trova per caso a Rebibbia dove rimane bloccata dall'invasione degli zombie. Non vuole rivelare a nessuno il motivo che l'ha condotta nel quartiere. Secco, innamorato della ragazza, sospetta a torto che Katja sia innamorata a sua volta di Zerocalcare.
Augusto CarminatiDetto "Er Carma", personaggio emblematico che rappresenta nella narrazione il destino dei protagonisti, salvo poi rivelarsi un cialtrone, un truffatore il  cui smascheramento svuota di contenuti il concetto stesso di Karma.
ErmeteResidente a Rebibbia con la giovane figlia, non vuole abbandonare il quartiere, sentendosi investito del compito di difenderlo dagli zombie, hipster e fricchettoni.
Er PaturniaLosco individuo, bullo di quartiere, in uno sprazzo di altruismo ha progettato un piano per mettere in salvo gli ultimi sopravvissuti di Rebibbia.

## Edizioni
- Zerocalcare, Dodici, BAO Publishing, 2013,  p. 96, ISBN 9788865431801.